# Harry Haslam
Harry Eustace Haslam (ur. 7 lutego 1883 w Aston, Birmingham, zm. 7 lutego 1955 w Ilford) – brytyjski hokeista na trawie. Na igrzyskach olimpijskich w Antwerpii 1920 wraz z drużyną zdobył złoty medal.